# Lyzeum Klaipėda
Das Lyzeum um Klaipėda (litauisch Klaipėdos licėjus) ist eine private internationale allgemeinbildende Schule und ein Gymnasium mit dem International Baccalaureate in der litauischen Hafenstadt Klaipėda. In den Klassen 1–8 gibt es ingenieurwissenschaftlich orientiertes Bildungsprogramm. Die Fremdsprachen sind Englisch, Französisch, Deutsch, Spanisch, Russisch. Hier lernen auch Schüler aus dem Ausland (Spanien, Lettland, Vereinigtes Königreich, Kanada).

## Struktur
Die Schuleinheiten (Abteilungen) befinden sich:
- Kretingos g. 44 (Hauptschul- und Sekundarbereich),
- Mokyklos g. 3 (Primarbereich),
- Šarlotės g. 6 (Kindergarten).

## Geschichte
Die Schule wurde 1995 als Abėcėlės-Grundschule gegründet. Im Jahr 2000 wurde sie in eine Hauptschule und 2013 in das  Lyzeum von Klaipėda umgewandelt.
Seit 2000 bietet die Schule weiterführenden Unterricht in Englisch, Mathematik und Naturwissenschaften an. Seit 2010 gibt es auch ein Zentrum für begabte Kinder. 2016 wurde der Fachunterricht ab der 4. Klasse eingeführt. 2019 wurde ein Kindergarten (Kleines Lyzeum Klaipėda) eingerichtet.
Im Jahr 2020 wurde das International-Baccalaureate-Diplo-Programm (für Klassen 11–12) akkreditiert.  2020 eröffnete man die nach dem Franziskanerbruder Sigitas Benediktas Jurcis benannte Bibliothek. 2020 wurde der zweisprachige Unterricht (Litauisch und Englisch) ab Klasse 1 und Klasse 5 eingeführt sowie die Vorbereitung auf das Programm IB Middle Years programme begonnen. Im Jahr 2023 wurde das International Baccalaureate-Programm (Klassen 6–10) akkreditiert. Im August 2024 gab es 130 Mitarbeiter.